# SummerSlam
SummerSlam é um evento ao vivo de luta livre profissional, produzido anualmente desde 1988 pela WWE, a maior promoção de wrestling profissional do mundo. Apelidado de "The Biggest Party of the Summer", é considerado o segundo maior evento da WWE do ano, atrás de seu principal evento, WrestleMania. Também é considerado um dos cinco maiores eventos pay-per-view (PPV) da empresa do ano, juntamente com WrestleMania, Royal Rumble, Survivor Series e Money in the Bank, conhecidos como "Big Five". Além do PPV, o evento foi ao ar na WWE Network desde 2014 e Peacock desde 2021.
O SummerSlam inaugural aconteceu em 29 de agosto de 1988, no Madison Square Garden, em Nova York. De 2009 a 2014, o SummerSlam foi realizado no Staples Center em Los Angeles e de 2015 a 2018, o evento aconteceu no Barclays Center no bairro do Brooklyn em Nova York. Desde a sua criação até o evento de 2021, o SummerSlam foi realizado anualmente em agosto. O SummerSlam de 2022 marcará a primeira vez que o evento não será realizado em agosto, pois será realizado em julho.
Durante a pandemia do COVID-19 em 2020, o SummerSlam daquele ano foi o primeiro PPV da WWE produzido a partir de sua bolha bio-segura, o WWE ThunderDome. Depois que a promoção retomou a turnê ao vivo com os fãs em julho de 2021, o SummerSlam daquele ano foi promovido como o "maior evento de 2021" devido à WrestleMania 37 ter que ser realizada com capacidade reduzida. Por sua vez, o SummerSlam de 2021 se tornou o evento SummerSlam de maior bilheteria de todos os tempos.

## História
No final da década de 1980, a principal competição da World Wrestling Federation (WWF, agora WWE) na indústria do wrestling profissional era a Jim Crockett Promotions da National Wrestling Alliance (NWA). O presidente da WWF, Vince McMahon, rebateu o bem-sucedido Starrcade pay-per-view (PPV) de Jim Crockett, que começou a ser exibido em 1983, criando a WrestleMania em 1985. Após a WrestleMania III em março de 1987, o evento pay-per-view de wrestling profissional de maior sucesso da história, McMahon criou o Survivor Series, que foi ao ar no mesmo dia que Starrcade em novembro de 1987. Depois de derrotar Crockett na guerra de audiência, McMahon criou o Royal Rumble, um evento transmitido gratuitamente na USA Network em janeiro de 1988, na mesma noite que o Crockett produziu PPV Bunkhouse Stampede. O evento estabeleceu um recorde de audiência para a rede com oito milhões de lares sintonizados para assistir ao evento. Em retaliação, Crockett criou o evento Clash of the Champions I, que foi ao ar simultaneamente com WrestleMania IV. WrestleMania IV obteve classificações mais altas, e não muito tempo depois, Crockett entrou com pedido de falência e vendeu sua empresa para Ted Turner, que a renomeou como World Championship Wrestling (WCW).
Como a WWF continuou a substituir sua programação de circuito fechado por programação pay-per-view, McMahon adicionou mais pay-per-views à programação para capitalizar o sucesso de seus eventos anteriores. Além da WrestleMania em março/abril, Survivor Series em novembro e Royal Rumble em janeiro, McMahon criou um evento para agosto, que ele chamou de SummerSlam. O SummerSlam inaugural estava programado para ser realizado em 29 de agosto de 1988, no Madison Square Garden, em Nova York, Nova York. Para evitar que o WWF tivesse o monopólio do mercado de pay-per-view, Turner começou a transmitir pay-per-views mensais da WCW. Como resultado, ambas as empresas geraram centenas de milhões de dólares de receita.
Apelidado de "The Biggest Party of the Summer" (em português: "A Maior Festa do Verão"), SummerSlam tornou-se um dos eventos de maior sucesso da promoção, eventualmente considerado o segundo maior evento do ano, atrás da WrestleMania, e também um dos "Big Four " pay-per-views, juntamente com WrestleMania, Survivor Series e Royal Rumble, os quatro eventos anuais originais da promoção e seus quatro maiores eventos do ano. De 1993 a 2002, foi considerado um dos "Big Five", incluindo King of the Ring, mas esse evento PPV foi descontinuado após 2002.[carece de fontes?] Em agosto de 2021, o Money in the Bank foi reconhecido como um dos "Big Five".
Em maio de 2002, o WWF foi renomeado para World Wrestling Entertainment (WWE) após uma ação judicial com o World Wildlife Fund sobre o inicialismo "WWF". Em abril de 2011, a promoção deixou de usar seu nome completo com a abreviação "WWE" tornando-se um inicialismo órfão. Também em março de 2002, a promoção introduziu a extensão da marca, na qual a lista foi dividida entre as marcas Raw e SmackDown, onde os lutadores foram designados exclusivamente para atuar—ECW tornou-se uma terceira marca em 2006. A primeira extensão de marca foi dissolvida em agosto de 2011, mas foi reintroduzida em julho de 2016. SummerSlam, juntamente com os outros eventos originais "Big Four", foram os únicos PPVs a nunca serem realizados exclusivamente para uma marca durante os períodos de divisão de ambas as marcas. Em 2014, o SummerSlam começou a ser transmitido no serviço de streaming online da WWE, o WWE Network, lançado em fevereiro daquele ano, e em 2021, o evento ficou disponível no Peacock quando a versão americana do WWE Network se fundiu sob Peacock em março naquele ano.
Como resultado da pandemia do COVID-19 no início de 2020, a WWE teve que apresentar a maior parte de sua programação para Raw e SmackDown a portas fechadas no WWE Performance Center em Orlando, Flórida, a partir de meados de março. O SummerSlam de 2020 estava agendado para 23 de agosto no TD Garden em Boston, Massachusetts, mas ele e o evento NXT TakeOver da noite anterior tiveram que ser realocados devido à pandemia. Em 17 de agosto, a WWE anunciou que o SummerSlam emanaria do Amway Center de Orlando e seria produzido por meio de uma bolha bio-segura apelidada de WWE ThunderDome, que foi utilizada pela primeira vez para o episódio de 21 de agosto do SmackDown. Isso fez do SummerSlam o primeiro grande evento da WWE a ser realizado fora do Performance Center desde março de 2020, bem como seu primeiro pay-per-view produzido no ThunderDome. Dentro do ThunderDome, drones, lasers, pirotecnia, fumaça e projeções foram utilizados para melhorar as entradas dos lutadores, e quase 1.000 placas de LED foram instaladas para permitir filas e filas de fãs virtuais, que poderiam se registrar para um assento virtual gratuito. O áudio da Arena também foi misturado com o dos fãs virtuais.
Embora o SummerSlam tenha sido considerado o segundo maior evento do ano da WWE por muitos anos, em 2021, foi promovido como o maior evento da promoção daquele ano. A WrestleMania 37 em abril de 2021, que foi o primeiro evento da promoção com fãs ao vivo desde antes da pandemia, teve que ser realizada com capacidade reduzida devido à pandemia em andamento. Em julho de 2021, a WWE retomou a turnê ao vivo com os fãs, e em um esforço para esgotar o SummerSlam daquele ano, que foi realizado no Allegiant Stadium no subúrbio de Paradise, Nevada, em Las Vegas, a WWE promoveu o SummerSlam como o "maior evento de 2021". O evento de 2021, por sua vez, tornou-se o evento SummerSlam de maior bilheteria de todos os tempos. A partir da WrestleMania 36 em 2020, a WWE começou a realizar a WrestleMania como um evento de duas noites. A partir do evento de 2025, o SummerSlam também será expandido para duas noites, agendado para o MetLife Stadium em East Rutherford nos dias 2 e 3 de agosto de 2025; a edição de 2026 havia sido originalmente anunciada como o primeiro SummerSlam de duas noites, antes de a WWE anunciar posteriormente que o evento de 2025 seria de duas noites. Além disso, um futuro SummerSlam de duas noites será realizado no Lucas Oil Stadium em Indianápolis, Indiana, como parte de uma parceria com o Indiana Sports Corp, que também viu o Royal Rumble de 2025 e uma futura WrestleMania sendo realizados no estádio.
Desde a sua criação em 1988, o SummerSlam é realizado anualmente em agosto. O evento de 2022, no entanto, será o primeiro SummerSlam a não ser realizado em agosto, pois será realizado em julho. Está programado para ser realizado em 30 de julho de 2022, no Nissan Stadium em Nashville, Tennessee. O evento de 2023 foi agendado para sábado, 5 de agosto de 2023, no Ford Field em Detroit, Michigan, marcando o retorno do SummerSlam ao mês de agosto. O evento de 2023 quebrou o recorde do evento de 2021, tornando-se o SummerSlam de maior arrecadação de todos os tempos, além de ser o evento de maior arrecadação fora da WrestleMania.

## Eventos
| 1                                                     | SummerSlam (1988) | 29 de agosto de 1988                                   | Nova York, Nova York | Madison Square Garden                  | The Mega Powers (Hulk Hogan e Randy Savage) vs. The Mega Bucks (André The Giant e Ted DiBiase) com Jesse Ventura como árbitro convidado especial                                                                    |        |
| 2                                                     | SummerSlam (1989) | 28 de agosto de 1989                                   | East Rutherford, Nova Jersey                                                                                                   | Brendan Byrne Arena                    | Brutus Beefcake e Hulk Hogan vs. Randy Savage e Zeus | [ 27 ] |
| 3                                                     | SummerSlam (1990) | 27 de agosto de 1990                                   | Filadélfia, Pensilvânia | Spectrum                               | The Ultimate Warrior (c) vs. Rick Rude em uma luta em uma jaula de aço pelo Campeonato da WWF | [ 28 ] |
| 4                                                     | SummerSlam (1991) | 26 de agosto de 1991                                   | Nova Iorque, Nova Iorque | Madison Square Garden                  | Hulk Hogan e The Ultimate Warrior vs. Sgt. Slaughter, General Adnan e Colonel Mustafa em uma luta handicap 3-contra-2 de eliminação com Sid Justice como árbitro especial convidado                                 | [ 29 ] |
| 5                                                     | SummerSlam (1992) | 29 de agosto de 1992 (Gravado em 31 de agosto de 1992) | Londres, Inglaterra | Estádio de Wembley                     | Bret Hart (c) vs. The British Bulldog pelo Campeonato Intercontinental da WWF | [ 30 ] |
| 6                                                     | SummerSlam (1993) | 30 de agosto de 1993                                   | Auburn Hills, Michigan | The Palace of Auburn Hills             | Yokozuna (c) vs. Lex Luger pelo Campeonato da WWF | [ 31 ] |
| 7                                                     | SummerSlam (1994) | 29 de agosto de 1994                                   | Chicago, Illinois | United Center                          | The Undertaker vs. "The Undertaker" | [ 32 ] |
| 8                                                     | SummerSlam (1995) | 27 de agosto de 1995                                   | Pittsburgh, Pensilvânia | Civic Arena                            | Diesel (c) vs. King Mabel pelo Campeonato da WWF | [ 33 ] |
| 9                                                     | SummerSlam (1996) | 18 de agosto de 1996                                   | Cleveland, Ohio | Gund Arena                             | Shawn Michaels (c) vs. Vader pelo Campeonato da WWF | [ 34 ] |
| 10                                                    | SummerSlam (1997) | 3 de agosto de 1997                                    | East Rutherford, Nova Jérsia                                                                                                   | Continental Airlines Arena             | The Undertaker (c) vs. Bret Hart pelo Campeonato da WWF com Shawn Michaels como árbitro especial convidado | [ 35 ] |
| 11                                                    | SummerSlam (1998) | 30 de agosto de 1998                                   | Nova Iorque, Nova Iorque | Madison Square Garden                  | Stone Cold Steve Austin (c) vs. The Undertaker pelo Campeonato da WWF | [ 36 ] |
| 12                                                    | SummerSlam (1999) | 22 de agosto de 1999                                   | Minneapolis, Minnesota | Target Center                          | Stone Cold Steve Austin (c) vs. Mankind vs. Triple H em uma luta Triple Threat pelo Campeonato da WWF com Jesse Ventura como árbitro especial convidado                                                             | [ 37 ] |
| 13                                                    | SummerSlam (2000) | 27 de agosto de 2000                                   | Raleigh, Carolina do Norte | Raleigh Entertainment and Sports Arena | The Rock (c) vs. Kurt Angle vs. Triple H em uma luta Triple Threat pelo Campeonato da WWF | [ 38 ] |
| 14                                                    | SummerSlam (2001) | 19 de agosto de 2001                                   | San José, Califórnia | Compaq Center                          | Booker T (c) vs. The Rock pelo Campeonato da WCW | [ 39 ] |
| 15                                                    | SummerSlam (2002) | 25 de agosto de 2002                                   | Uniondale, Nova Iorque | Nassau Coliseum                        | The Rock (c) vs. Brock Lesnar pelo Campeonato Indiscutível da WWE | [ 40 ] |
| 16                                                    | SummerSlam (2003) | 24 de agosto de 2003                                   | Phoenix, Arizona | America West Arena                     | Triple H (c) vs. Chris Jericho vs. Goldberg vs. Kevin Nash vs. Randy Orton vs. Shawn Michaels em uma luta Elimination Chamber pelo Campeonato Mundial dos Pesos Pesados                                             | [ 41 ] |
| 17                                                    | SummerSlam (2004) | 15 de agosto de 2004                                   | Toronto, Ontário, Canadá | Air Canada Centre                      | Chris Benoit (c) vs. Randy Orton pelo Campeonato Mundial dos Pesos Pesados | [ 42 ] |
| 18                                                    | SummerSlam (2005) | 21 de agosto de 2005                                   | Washington, D.C. | MCI Center                             | Hulk Hogan vs. Shawn Michaels | [ 43 ] |
| 19                                                    | SummerSlam (2006) | 20 de agosto de 2006                                   | Boston, Massachusetts | TD Banknorth Garden                    | Edge (c) vs. John Cena pelo Campeonato da WWE | [ 44 ] |
| 20                                                    | SummerSlam (2007) | 26 de agosto de 2007                                   | East Rutherford, Nova Jérsia                                                                                                   | Continental Airlines Arena             | John Cena (c) vs. Randy Orton pelo Campeonato da WWE | [ 45 ] |
| 21                                                    | SummerSlam (2008) | 17 de agosto de 2008                                   | Indianapolis, Indiana | Conseco Fieldhouse                     | Edge vs. The Undertaker em uma luta Hell in a Cell | [ 46 ] |
| 22                                                    | SummerSlam (2009) | August 23, 2009                                        | Los Angeles, Califórnia | Staples Center                         | Jeff Hardy (c) vs. CM Punk em uma luta Tables, Ladders, and Chairs pelo Campeonato Mundial dos Pesos Pesados | [ 47 ] |
| 23                                                    | SummerSlam (2010) | 15 de agosto de 2010                                   | Los Angeles, Califórnia | Staples Center                         | Time WWE (John Cena, Bret Hart, Chris Jericho, Daniel Bryan, Edge, John Morrison e R-Truth) vs. The Nexus (Wade Barrett, Darren Young, David Otunga, Heath Slater, Justin Gabriel, Michael Tarver e Skip Sheffield) | [ 48 ] |
| 24                                                    | SummerSlam (2011) | 14 de agosto de 2011                                   | Los Angeles, Califórnia | Staples Center                         | CM Punk (c) vs. Alberto Del Rio pelo Campeonato da WWE na luta de cash-in do contrato Money in the Bank de Del Rio                                                                                                  | [ 49 ] |
| 25                                                    | SummerSlam (2012) | 19 de agosto de 2012                                   | Los Angeles, Califórnia | Staples Center                         | Brock Lesnar vs. Triple H em uma luta sem desqualificações | [ 50 ] |
| 26                                                    | SummerSlam (2013) | 18 de agosto de 2013                                   | Los Angeles, Califórnia | Staples Center                         | Daniel Bryan (c) vs. Randy Orton pelo Campeonato da WWE com Triple H como árbitro especial convidado na luta de cash-in do contrato Money in the Bank de Orton                                                      | [ 51 ] |
| 27                                                    | SummerSlam (2014) | 17 de agosto de 2014                                   | Los Angeles, Califórnia | Staples Center                         | John Cena (c) vs. Brock Lesnar Campeonato Mundial dos Pesos Pesados da WWE | [ 52 ] |
| 28                                                    | SummerSlam (2015) | 23 de agosto de 2015                                   | Brooklyn, Nova Iorque | Barclays Center                        | Brock Lesnar vs. The Undertaker | [ 53 ] |
| 29                                                    | SummerSlam (2016) | 21 de agosto de 2016                                   | Brock Lesnar vs. Randy Orton                                                                                                   | Barclays Center                        | [ 54 ] |        |
| 30                                                    | SummerSlam (2017) | 20 de agosto de 2017                                   | Brock Lesnar (c) vs. Braun Strowman vs. Roman Reigns vs. Samoa Joe em uma luta Fatal four-way pelo Campeonato Universal da WWE | Barclays Center                        | [ 54 ] |        |
| 31                                                    | SummerSlam (2018) | 19 de agosto de 2018                                   | Brock Lesnar (c) vs. Roman Reigns pelo Campeonato Universal da WWE                                                             | Barclays Center                        | [ 55 ] |        |
| 32                                                    | SummerSlam (2019) | 11 de agosto de 2019                                   | Toronto, Ontário, Canadá | Scotiabank Arena                       | Brock Lesnar (c) vs. Seth Rollins pelo Campeonato Universal da WWE | [ 56 ] |
| 33                                                    | SummerSlam (2020) | 23 de agosto de 2020                                   | Orlando, Flórida | WWE ThunderDome no Amway Center        | Braun Strowman (c) vs. "The Fiend" Bray Wyatt em uma luta Falls Count Anywhere pelo Campeonato Universal da WWE | [ 57 ] |
| 34                                                    | SummerSlam (2021) | 21 de agosto de 2021                                   | Las Vegas, Nevada | Allegiant Stadium                      | Roman Reigns (c) vs. John Cena pelo Campeonato Universal da WWE | [ 58 ] |
| 35                                                    | SummerSlam (2022) | 30 de julho de 2022                                    | Nashville, Tennessee | Nissan Stadium                         | Roman Reigns (c) vs Brock Lesnar em uma luta Last Man Standing pelo Campeonato Indiscutível Universal da WWE | [ 59 ] |
| 36                                                    | SummerSlam (2023) | 5 de agosto de 2023                                    | Detroit, Michigan | Ford Field                             | Roman Reigns (c) vs. Jey Uso em um Combate Tribal pelo Campeonato Indiscutível Universal da WWE e reconhecimento como Chefe Tribal da família Anoaʻi                                                                | [ 25 ] |
| 37                                                    | SummerSlam (2024) | 3 de agosto de 2024                                    | Cleveland, Ohio | Cleveland Browns Stadium               | Cody Rhodes (c) vs. Solo Sikoa em uma luta Bloodline Rules pelo Campeonato Indiscutível da WWE | [ 60 ] |
| 38                                                    | SummerSlam (2025) | 2 de agosto de 2025                                    | East Rutherford, Nova Jérsia                                                                                                   | MetLife Stadium                        | Gunther (c) vs. CM Punk pelo Campeonato Mundial dos Pesos Pesados, seguido por CM Punk (c) vs. Seth Rollins pelo mesmo título, em uma luta válida pelo cash-in do contrato Money in the Bank de Rollins             | [ 21 ] |
| 38                                                    | SummerSlam (2025) | 3 de agosto de 2025                                    | East Rutherford, Nova Jérsia                                                                                                   | MetLife Stadium                        | John Cena (c) vs. Cody Rhodes em uma Street Fight pelo Campeonato Indiscutível da WWE | [ 21 ] |
| 39                                                    | SummerSlam (2026) | 1 de agosto de 2026                                    | Minneapolis, Minnesota | U.S. Bank Stadium                      | TBA | [ 22 ] |
| 39                                                    | SummerSlam (2026) | 2 de agosto de 2026                                    | Minneapolis, Minnesota | U.S. Bank Stadium                      | TBA | [ 22 ] |
| TBA                                                   | TBA               | TBA                                                    | Indianapolis, Indiana | Lucas Oil Stadium                      | TBA | [ 23 ] |
| TBA                                                   | TBA               | TBA                                                    | Indianapolis, Indiana | Lucas Oil Stadium                      | TBA | [ 23 ] |
| (c) – refere-se ao(s) campeão(es) que vão para a luta |                   |                                                        | |                                        | |        |